# ريد ميلر (مغني أوبرا)
ريد ميلر (بالإنجليزية: Reed Miller)‏ هو مغني أوبرا أمريكي، ولد في 29 فبراير 1880، وتوفي في 29 ديسمبر 1923.

## وصلات خارجية
- ريد ميلر على موقع ميوزك برينز (الإنجليزية)
- ريد ميلر على موقع ديسكوغز (الإنجليزية)